# Arulenus validispinus
Arulenus validispinus är en insektsart som beskrevs av Carl Stål 1877. Arulenus validispinus ingår i släktet Arulenus och familjen torngräshoppor. Inga underarter finns listade i Catalogue of Life.